# Legendres ekvation
Inom matematiken är Legendres ekvation den diofantiska ekvationen
{\displaystyle ax^{2}+by^{2}+cz^{2}=0.}
Ekvationen är uppkallad efter Adrien Marie Legendre som bevisade 1785 att ekvationen är lösbar i heltal 
x, y, z, inte alla noll, om och endast om
−bc, −ca and −ab är kvadratiska rester modulo a, b och c, samt om a, b, c inte är noll är kvadratfria parvis relativt prima heltal som inte alla har samma tecken.